# Hanger

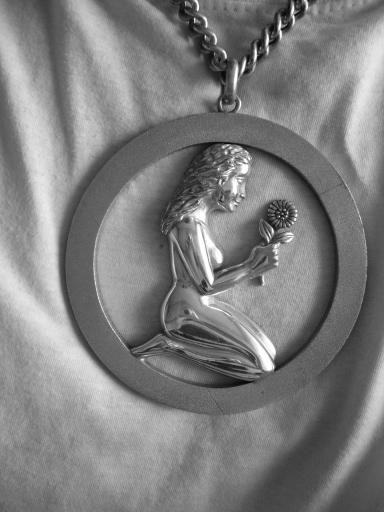
Hanger

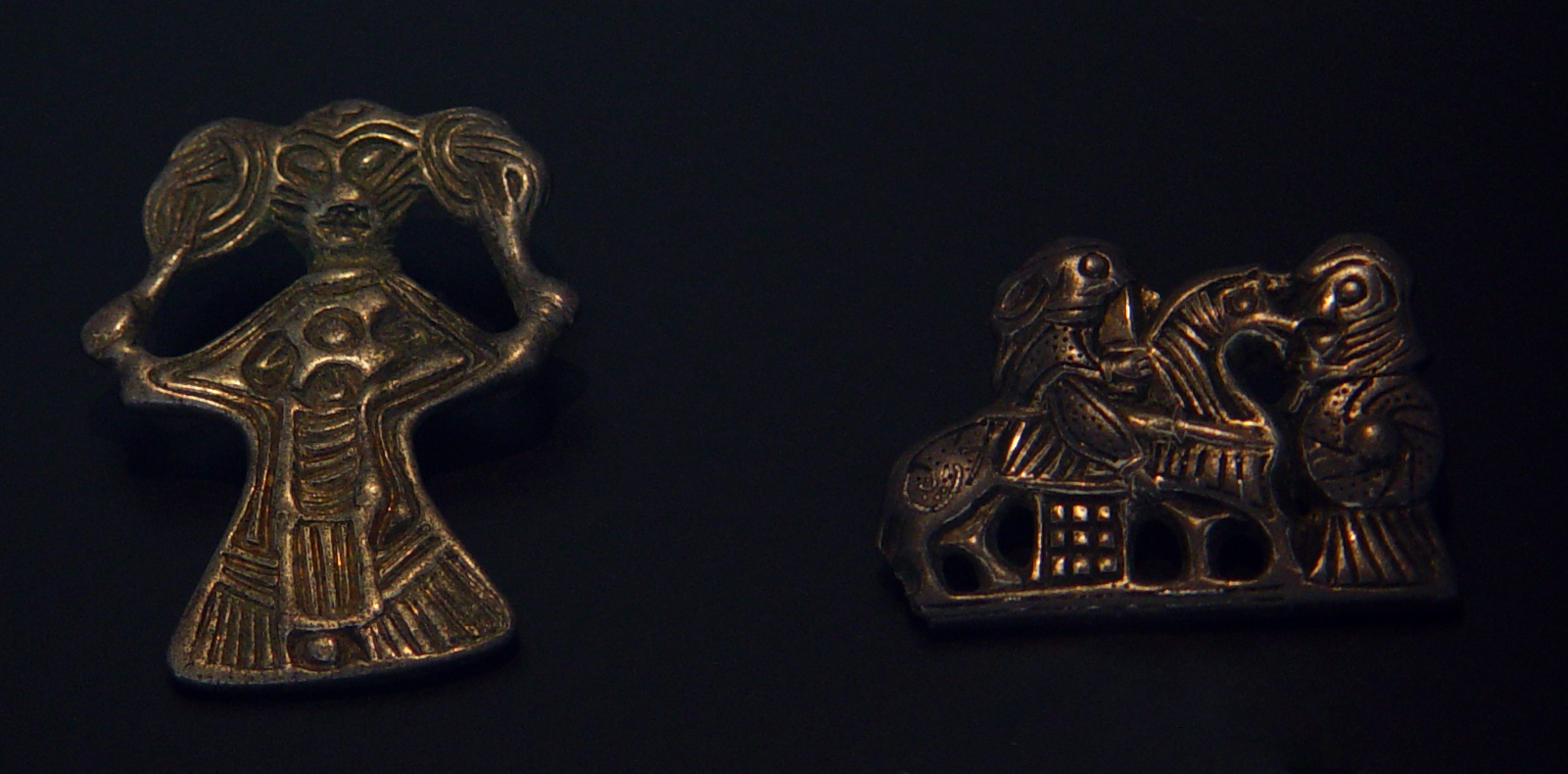
Zilveren hangers in de vorm van Walkuren, Nationalmuseet

Een hanger is een sieraad dat bedoeld is om te dragen aan een halsketting of halsring. De hanger wordt via een vast of beweegbaar hangeroog aan de ketting bevestigd. In het geval van een beweegbaar oog, zoals in het getoonde voorbeeld van de Maagd, is het effect het mooist, omdat het hangerlichaam zich op enige afstand van de ketting bevindt. Voor een beweegbaar oog is een tweede oog nodig, waarvan de doorgang zich loodrecht op het lichaam bevindt. Onder dit oog bevindt zich de eigenlijke hanger of het hangerlichaam.
Het hangerlichaam kan nog opgesplitst zijn in een gedeelte dat uitsluitend ter versiering dient en het eigenlijke onderwerp. Het voorbeeld van de Maagd bestaat uit een ring, omdat een ronde hanger mooier is dan de grillige vorm van een maagdje en uit een maagdbeeldje, zijnde hetgeen getoond moet worden.
Hangers kunnen hol of massief zijn. Het getoonde voorbeeld is geheel massief uitgevoerd. Dit heeft als voordeel, dat de hanger de ketting mooi straktrekt, er minder gemakkelijk deuken in komen en dat de hanger behalve te zien ook te voelen is. Nadeel is het gewicht (het voorbeeld weegt 250 gram en is 10 cm in diameter).
Hangers kunnen in allerlei materialen worden uitgevoerd, naast het traditionele zilver en goud, worden ook doublé, onedele metalen, kunststof, hout en glas gebruikt. De esthetiek zit hem in geval van niet-edele materialen in de kwaliteit van de gebruikte kunststof en in de vorm. De maat van een hanger kan variëren van 0,5 cm tot 10 cm of meer. Boven de 10 cm komt men eerder kunststofsieraden tegen dan gouden of zilveren, omdat de uitstraling van deze laatste materialen de hanger extra groot doen lijken. Vanaf de jaren negentig is het bovendien gebruikelijk om kleinere hangers te verkopen in verband met het veiligheidsrisico van juweliers.
Onderwerpen van hangers zijn religieus (Maria, kruis met of zonder corpus), symbolisch (hart), astrologisch (sterrenbeeldhangertjes, waarvan de Maagd een voorbeeld is), eigen naam, naam van geliefde of voorletter. Naamhangers komen ook voor in de uitvoering, waarbij links en rechts een hangeroogje gemaakt is en de hanger opgenomen wordt als vergrote schakel in de ketting. Daarnaast komen hangers zonder symbolische connotatie voor; deze bevatten uitsluitend een motief, bijvoorbeeld in elkaar grijpende cirkels.
Daarnaast kan er ook een meerlaagse betekenis in zitten. Voorbeeld van Maagd: de bloem is behalve een bloem ook een symbool voor maagdelijkheid, omdat ontmaagding aangeduid wordt met de term 'defloratie'. In de knielende benen kan men de schaamlippen herkennen (contradictio). De knielhouding vertoont overeenkomsten met de foetushouding.
Esthetiek bij het dragen: het mooiste komt een hanger tot zijn recht als er geen andere hangers bij de ketting worden gedragen, geen andere kettingen met hangers, zeker geen andere hangers, die over de eerstgenoemde heen vallen. Daarnaast geeft een donkere achtergrond, trui van mooie stof, een mooi contrasterend effect. De beweeglijkheid wordt vergroot door de hanger aan een ketting over een coltrui te dragen.